# Janza
Janza (oficialmente Santa María de Xanza) es una parroquia española del municipio de Valga, perteneciente a la provincia de Pontevedra, en la comunidad autónoma de Galicia.

## Toponimia
El lugar puede aparecer referido como «Janza», «Xanza», «Santa María de Janza» y «Santa María de Xanza».

## Historia
Hacia mediados del siglo XIX, el lugar, por entonces referido como una feligresía, tenía contabilizada una población de 495 habitantes. Aparece descrito en el noveno volumen del Diccionario geográfico-estadístico-histórico de España y sus posesiones de Ultramar de Pascual Madoz con las siguientes palabras:

JANZA (Sta. Maria): felig. en la prov. de Pontevedra (5 leg.), part. jud. de Caldas de Reyes (1 1/2), dióc. de Santiago (3 1/2), ayunt. de Valga (1/4): sit. al N. de la prov. é inmediaciones del r. Ulla, en terreno llano circuido de montañas por todas partes menos por la del N.; la combaten todos los vientos y goza de clima templado y sano. Tiene 99 casas repartidas en los l. de Iglesia, Janza de Sisto, Outeiro, Piedrafita y Senin. La igl. parr. (Sta. Maria), está servida por un cura de provision ordinaria en concurso; en el átrio de la igl. está el cementerio. Confina el térm. N. Campaña; E. Valga (cap. del conc.); S. Sietecoros, y O. Louro. El terreno participa de monte y llano, y le baña un riach. que naciendo en la falda occidental del monte Gesteiras, confluye al mencionado r. Ulla. Los caminos son locales, cruzando tambien por el térm. la carretera que desde Santiago conduce á Pontevedra: el correo se recibe del Padron 3 veces á la semana. prod.: algun trigo, mucho maiz, centeno y vino de mala calidad; se cria ganado vacuno, lanar y cabrío, y hay caza y pesca de varias clases. ind.: la agricultura y molinos harineros. pobl.: 99 vec., 495 alm. contr.: con su ayuntamiento. (V.)
(Madoz, 1847, p. 581)

En 2022, tenía empadronados 917 habitantes.

## Patrimonio
Hay en la parroquia una iglesia de Santa María.